# Frontenac (Québec)
Frontenac è un comune del Canada, situato nella provincia del Québec, nella regione di Estrie.